# 作业调度器
作业调度器是一类用于对计算机的多个作業（Job）进行调度（Scheduling）管理的软件。